# Jotus auripes
Jotus auripes là một loài nhện trong họ Salticidae.
Loài này thuộc chi Jotus. Jotus auripes được Ludwig Carl Christian Koch miêu tả năm 1881.